# Juti
Juti is een gemeente in de Braziliaanse deelstaat Mato Grosso do Sul. De gemeente telt 5.569 inwoners (schatting 2009).

## Aangrenzende gemeenten
De gemeente grenst aan Caarapó, Amambai, Vicentina, Jateí, Naviraí en Iguatemi.

## Verkeer en vervoer
De plaats ligt aan de wegen BR-163, BR-487, MS-283 en MS-289.